# Кросс-Плейнс (Техас)
Кросс-Плейнс (англ. Cross Plains) — місто (англ. town) в США, в окрузі Каллеген штату Техас. Населення — 899 осіб (2020).

## Географія
Кросс-Плейнс розташований за координатами 32°7′37″ пн. ш. 99°9′57″ зх. д. / 32.12694° пн. ш. 99.16583° зх. д. (32.127068, -99.165775).  За даними Бюро перепису населення США в 2010 році місто мало площу 3,11 км², уся площа — суходіл.

## Демографія
Згідно з переписом 2010 року, у місті мешкали 982 особи в 420 домогосподарствах у складі 268 родин. Густота населення становила 316 осіб/км².  Було 523 помешкання (168/км²).
Расовий склад населення:
| - 96,5 % — білих - 0,5 % — корінних американців - 0,1 % — чорних або афроамериканців - 1,6 % — осіб інших рас |

До двох чи більше рас належало 1,2 %. Частка іспаномовних становила 5,4 % від усіх жителів.
За віковим діапазоном населення розподілялося таким чином: 24,4 % — особи молодші 18 років, 53,5 % — особи у віці 18—64 років, 22,1 % — особи у віці 65 років та старші. Медіана віку мешканця становила 40,9 року. На 100 осіб жіночої статі у місті припадало 99,6 чоловіків;  на 100 жінок у віці від 18 років та старших — 93,2 чоловіків також старших 18 років.
Середній дохід на одне домашнє господарство  становив 44 422 долари США (медіана — 30 398), а середній дохід на одну сім'ю — 55 284 долари (медіана — 50 125). Медіана доходів становила 40 469 доларів для чоловіків та 41 250 доларів для жінок. За межею бідності перебувало 24,5 % осіб, у тому числі 27,0 % дітей у віці до 18 років та 28,4 % осіб у віці 65 років та старших.
Цивільне працевлаштоване населення становило 375 осіб. Основні галузі зайнятості: виробництво — 19,2 %, роздрібна торгівля — 17,9 %, мистецтво, розваги та відпочинок — 15,2 %, освіта, охорона здоров'я та соціальна допомога — 14,9 %.